# Tachifagia
La tachifagia (dal greco tachys = "veloce" e phaghein = "mangiare") è la tendenza a mangiare sistematicamente con una rapidità superiore al normale. Questo comportamento provoca spesso una insufficiente masticazione del cibo ingerito e uno scarso utilizzo della saliva durante le fasi che precedono l'ingestione. Il tutto può tradursi in disturbi della digestione di vario tipo, ad esempio gastrite e reflusso gastroesofageo. Oltre ad essere potenzialmente foriera dell'introito di eccessiva energia, può provocare (specie con abbuffate particolarmente convulse) anche aerofagia. Molto spesso alla base di questo comportamento compulsivo si ritrovano turbe di origine psichica, in particolare degli stati d'ansia e alcune forme di nevrosi.